# Georgios Printezis
Georgios Printezis (Atenas, 22 de Fevereiro de 1985) é um basquetebolista profissional grego, atualmente joga no Olympiacos.

## Carreira
Printezis integrou o elenco da Seleção Grega de Basquetebol nas Olimpíadas de 2008.